# Metroid: Samus Returns
Metroid: Samus Returns is een computerspel ontwikkeld door Nintendo en MercurySteam en uitgegeven door Nintendo voor de Nintendo 3DS. Het action-adventurespel is uitgekomen 15 september 2017.
Het spel is een remake van Metroid II: Return of Samus uit 1991 en voegt onder meer verbeterde besturing en graphics toe. Ook bevat het spel een nieuwe tegenaanval en de speler kan nu vuren in elke gewenste richting.

## Plot
Het spel volgt het verhaal over premiejager Samus Aran, die naar de planeet SR388 vertrekt om de kwaadaardige Metroids geheel uit te roeien.

## Ontvangst
Samus Returns ontving positieve recensies. Men prees het grafische gedeelte, de gameplay en de verbeteringen ten opzichte van het origineel. Kritiek was er op de besturing en het effect van de tegenaanval. Ook zou het wapensysteem te gecompliceerd zijn.
Op verzamelwebsite Metacritic heeft het spel een verzamelde score van 85%.